# Народна скупштина Краљевине Србије (1. новембра 1904 — 3. марта 1905)
У продужењу рада Народна скупштина била је указом сазвана за 1. октобар 1904, y редован сазив за 1904 годину али је, такође указом, била одложена до 1. новембра 1904. У току те године Краљ Петар предузео је дуже путовање по земљи и имао прилику да се и лично увери са колико је племенитих жеља и срдачности цео народ примио његов повратак на престо.
Избор сталног скупштинског часништва извршен је на седници 1. новембра 1904. За председника изабран је Аца Станојевић, за I потпредседника Никола Николић, за II потпредседника Јаша Продановић, a за секретаре су били изабрани Милош Ћосић, Урош Ломовић, Милош Трифуновић, Коста Тимотијевић, Ђока Стојковић, Петар Стокић и Мијаило Радивојевић.
Дана 3. новембра сазив је био отворен Краљевом Беседом. Краљ Петар дошао је у скупштинску дворану где је био бурно поздрављен. Беседа истиче потребу да се Србија још боље спреми за претстојеће догађаје и налази да се иде добрим путем, јер је државна благајна први пут после толико година била потпуно ликвидна и могла да одговара свим својим обавезама. Сем тога су државни приходи који су остварени премашили у томе погледу сваку досадашњу годину. Пред Скупштином налази се обиман законодавни посао. Влада ће радити на спољно политичким питањима, y циљу да Србији осигура онај престиж који она треба да има у средини која је окружује. Беседа, иако врло завијено, наговештава оно што ће доћи неколико година доцније: Балкански савез, за чије је припремање требало више времена.
Скупштина је на Беседу одговорила Адресом, примајући најповољније њена наговештења, па је прешла на законодавни рад који је био врло обилан и многострук. Тако је за време ове сесије Скупштини било поднесено 57 владиних законодавних предлога, 34 посланичка предлога, 35 посланичких питања, 36 интерпелација и 20 одборских извештаја. Министри су дали одговоре на 40 поднесених питања и интерпелација.
Дана 3. марта 1905 сазив је закључен указом.

## Законодавни рад
У сазиву за 1904 Народна скупштина донела је ове законе: ** закона о општинама; **закона о штампи из 1904 године; закон о продужењу разреза пореза; закон за мерење, опис и идентификовање криваца; Финансијски закон за 1905 годину; ** закона о уређењу санитетске струке; закон о јавној безбедности; закон о задужбини „Велимирианум"; закон о Университету; ** закона о устројству војске; закон о концесији за грађење пруге Велико Градиште—Мајдан Пек; закон о уређењу округа и срезова; сем тога преко стотину решења и законодавних решења, која су спадала у компетенцију Народне скупштине.